# Honey punch
Honey Punch，香港女子組合，由香港著名音樂監製伍樂城打造的女團。成員各自對於音樂及努力成為歌手抱著相同理念，透過BARON MUSIC的發掘，於2025年正式出道。團名的「Honey」源自於6位成員甜美的外表及性格，於聚光燈下感情深厚。每天於訓練的排舞室內都充滿歡樂笑聲，亦經常一同玩樂，互相支持及鼓勵。「Punch」則代表她們充滿動感及爆發力，6 位成員各有不同的音樂風格及才能，擁有多次表演及舞台經驗，每一位於聚光燈上的力量及實力就正如拳擊手一樣，能夠透過強而有力的舞步以及歌聲，感染每一位觀眾的心扉。
隊長由楊芷喬（Casey）擔任，副隊長由羅子媛（Jacey）擔任，其他成員包括胡采倩（Chelsa）黃靖瑜（Colour），李承殷（Alma），李衍蔓（Keira）。

## 音樂作品
《蝶式》Butterfly （2025年7月23日） 
《蝶式》Butterfly 的製作團隊陣容由人氣音樂製作人/創作歌手Josh Cumbee、Sizzy Rocket連同著名音樂人伍樂城先生跨國合作聯手擔任歌曲的作曲、編曲及監製，並由李文曦擔任中文版本歌曲的填詞。形象指導馬天佑親自為成員打造造型，歌曲以「破繭成蝶」為概念，融合Hip-hop、Pop及Rhythmic元素，展現成員從練習生到藝人的蛻變歷程。

## 外部連結[4]
1. ↑  TVB娛樂新聞台. . 東張西望. 2025-08-05.
2. ↑  叱咤樂壇. . 商業電台. 2025-07-28.
3. ↑  . 明報. 2025-08-17.
4. ↑  新假期編輯部. . 新假期. 2025-08-18.